# Bewerber
Bewerber (hrvatski: prijavitelj) naziv je za čin Schutzstaffela u razboblju od 1942. do 1945.  Čin Bewerbera bio je najniži mogući čin SS-a, a nosili su ga oni koji su bili mogući kandidati za pristupanje u SS. Ovaj čin najčešće je rabila SS-ova grana Allgemeine SS kao predčin SS-Anwärtera. 
U Allgemeine SS-u, čin SS-Bewerbera rabljen je kao administrativni čin dok je SS vršio istragu o tome hoće li nositelj ovoga čina biti pripadnik SS-a. U ovu istragu spadao je pregled kriminalnih dosjea, političke podloge i porijekla, tj. rasne podloge.
Naziv Bewerber ponekad je rabio i Waffen SS, no uglavnom za vojnika koji još nije završio svoju obuku. Jedan SS-Bewerber nosio je uniformu bilo kojeg tipa oznake čina. U nekoliko slučajeva, nošena je i obična SS-ovska uniforma bez ikakvih obilježja.